# Televisión Nacional de Chile Red O'Higgins
Televisión Nacional de Chile Red O'Higgins, o simplemente TVN Red O'Higgins, es la señal exclusiva para la Región del Libertador General Bernardo O'Higgins que emite la Televisión Nacional de Chile. Sus transmisiones comenzó en una casa ubicada en la Calle Gamero número 79 en el Barrio el Tenis hasta el año 2003, actualmente su sede y estudios se ubican en Avenida Cachapoal número 1330, en la ciudad de Rancagua.
Ofrece programación local y publicidad en las desconexiones nacionales de Televisión Nacional de Chile. Emite 30 minutos de noticias luego de 24 horas central.

## Historia
La instalación de la filial regional fue producto del proyecto de regionalización que inició Televisión Nacional de Chile en 1969 con la creación de la Red Austral, con sede en Punta Arenas. Inició sus transmisiones el 19 de junio de 1993.
Desde sus inicios, la misión de TVN Red O'Higgins ha sido entregar las noticias a los televidentes de la región. De esta manera, el único programa que sigue sus transmisiones ininterrumpidamente ha sido 24 horas Red O'Higgins.
Con los avances tecnológicos que ha adquirido a través del tiempo, TVN Red O'Higgins ha mejorado su calidad, logrando incluso enlaces en directo con las ediciones nacionales de 24 horas.
En septiembre de 2007, Televisión Nacional de Chile anunció un concurso público para diseñar los nuevos edificios corporativos de las sedes regionales del canal. Con esto, las sedes regionales de TVN para la zona central del país tendrían la misma línea arquitectónica, característica de la zona geográfica.
La primera aparición del logo Mosca de la Red O'Higgins fue en el año 2005, aunque en los registros el primero fue en 1993 solo con la frase Red O'Higgins y sin el logo de TVN

## Escenografía
1993-1995
La escenografía era unas líneas curvas con distintos tonos de azules, que representaba el logo de 24 horas de aquel año.
1995-2000
La escenografía era una gigantografía de la Plaza de Los Héroes de Rancagua de noche tomada desde una de las Torres de Alameda.
2000-2002
La escenografía era una sala de redacción como de Santiago pero versión miniatura con el logo del noticiero y debajo el nombre "Red O'Higgins".
2003-2012
Cuando se trasladaron de Gamero número 79 Barrio el Tenis a Av Cachapoal número 1330 La escenografía era un fondo celeste con las letras de Red O'higgins en grande y mayúscula hasta el 2005 en donde se llevaria la línea del estudio de Santiago con la pantalla de plasma colgado en una franja roja y la pared gris con muchas pantallas.
2012-2021
La escenografía seguía la línea del Canal 24 HORAS pero en versión miniatura.
2021-actual
TVN Red O'Higgins salta al nuevo estudio digital estilo Chroma Kery, del cual es un gran salto para el canal regional que se mantiene hasta la actualidad.